# برلینگتون هاوس
برلینگتون هاوس یک آسمان‌خراش واقع در منهتن، ایالات متحده آمریکا می‌باشد. و ۱۹۶۹ به پایان رسید. معمار این بنا امری روث است. تعداد طبقاتش ۵۰ است.